# Mercury Falling
| Оценки критиков      | Оценки критиков |
| Источник             | Оценка          |
| -------------------- | --------------- |
| AllMusic             | [ 2 ]           |
| Chicago Tribune      | [ 3 ]           |
| Entertainment Weekly | (A-)            |
| Houston Chronicle    | [ 5 ]           |
| Los Angeles Times    | [ 6 ]           |
| Роберт Кристгау      | [ 7 ]           |
| Rolling Stone        | [ 8 ]           |

Mercury Falling (с англ. — «Температура падает») — пятый студийный альбом британского рок-музыканта Стинга, был издан 8 марта 1996 года. Он ознаменовал переход Стинга к музыке, ориентированной на взрослую аудиторию. Так, вторым синглом была выпущена баллада — «You Still Touch Me», характерная для этого жанра.
Альбом начинается и заканчивается словами «Mercury Falling» («Температура падает»).

## Список композиций
Все композиции написаны Стингом, за исключением «La Belle Dame Sans Regrets» — совместная работа Стинга и Доминика Миллера.
1. «The Hounds of Winter» — 5:27
2. «I Hung My Head» — 4:40
3. «Let Your Soul Be Your Pilot» — 6:41
4. «I Was Brought to My Senses» — 5:48
5. «You Still Touch Me» — 3:46
6. «I’m So Happy I Can’t Stop Crying» — 3:56
7. «All Four Seasons» — 4:28
8. «Twenty Five to Midnight» — 4:09 (Не вошла в оригинальное издание на территории США и Канады)
9. «La Belle Dame Sans Regrets» — 5:17
10. «Valparaiso» — 5:27
11. «Lithium Sunset» — 2:38

## Участники записи
- Стинг — ведущий вокал, бас
- Доминик Миллер — гитара
- Винни Колаюта — ударные
- Кенни Кирклэнд[англ.] — клавишные
- Брэндфорд Марсалис — саксофон
- Эндрю Лав — саксофон
- Герри Ричардсон — орган Хаммонда на «Let Your Soul Be Your Pilot»
- Тони Уотерс — вокал
- Лэнс Эллингтон[англ.] — вокал
- Ширли Льюис — вокал
- East London Gospel Choir — вокал
- Кэтрин Тикел[англ.] — Northumbrian pipes, fiddle
- Би Джей Коул[англ.] — педальная слайд-гитара
- Уэйн Джексон — труба

## Награды и номинации

### Грэмми
| Год  | Номинируемая работа           | Категория                               | Результат |
| ---- | ----------------------------- | --------------------------------------- | --------- |
| 1997 | Mercury Falling               | Лучший вокальный поп-альбом             | Номинация |
| 1997 | «Let Your Soul Be Your Pilot» | Лучшее мужское вокальное поп-исполнение | Номинация |